# Lijst van kameleons
Onderstaand een lijst van soorten kameleons, gebaseerd op de taxonomie volgens de Reptile Database. Er zijn 213 verschillende soorten, die verdeeld zijn over twee onderfamilies en 12 geslachten. Alleen het geslacht Archaius is monotypisch en wordt door één soort vertegenwoordigd.
| Naam                                                    | Auteur                                                                                | Verspreidingsgebied |
| ------------------------------------------------------- | ------------------------------------------------------------------------------------- | --- |
| Archaius tigris                                         | Kuhl, 1820                                                                            | Seychellen |
| Bradypodion atromontanum                                | Branch, Tolley & Tilbury, 2006                                                        | Zuid-Afrika |
| Bradypodion caeruleogula                                | Raw & Brothers, 2008                                                                  | Zuid-Afrika |
| Bradypodion caffer                                      | Boettger, 1889                                                                        | Zuid-Afrika |
| Bradypodion damaranum                                   | Boulenger, 1887                                                                       | Zuid-Afrika |
| Bradypodion dracomontanum                               | Raw, 1976                                                                             | Zuid-Afrika |
| Bradypodion gutturale                                   | Smith, 1849                                                                           | Zuid-Afrika |
| Bradypodion kentanicum                                  | Hewitt, 1935                                                                          | Zuid-Afrika |
| Bradypodion melanocephalum                              | Gray, 1865                                                                            | Mozambique, Zuid-Afrika |
| Bradypodion nemorale                                    | Raw, 1978                                                                             | Zuid-Afrika |
| Bradypodion ngomeense                                   | Tilbury & Tolley, 2009                                                                | Zuid-Afrika |
| Bradypodion occidentale                                 | Hewitt, 1935                                                                          | Namibië, Zuid-Afrika |
| Dwergkameleon (Bradypodion pumilum)                     | Gmelin, 1789                                                                          | Mozambique, Namibië, Zuid-Afrika |
| Bradypodion setaroi                                     | Raw, 1976                                                                             | Zuid-Afrika |
| Bradypodion taeniabronchum                              | Smith, 1831                                                                           | Zuid-Afrika |
| Natal-dwergkameleon (Bradypodion thamnobates)           | Raw, 1976                                                                             | Zuid-Afrika |
| Bradypodion transvaalense                               | Fitzsimons, 1930                                                                      | Zuid-Afrika |
| Bradypodion ventrale                                    | Gray, 1845                                                                            | Zuid-Afrika |
| Brookesia antakarana                                    | Raxworthy & Nussbaum, 1995                                                            | Uiterst noordelijk Madagaskar |
| Brookesia bekolosy                                      | Raxworthy & Nussbaum, 1995                                                            | Noordelijk Madagaskar |
| Brookesia betschi                                       | Brygoo, Blanc & Domergue, 1974                                                        | Delen van noordelijk Madagaskar. |
| Brookesia bonsi                                         | Ramanantsoa, 1980                                                                     | Noordwestelijk Madagaskar. Komt ook voor in drogere streken. |
| Brookesia brunoi                                        | Crottini, Miralles, Glaw, Harris, Lima en Vences, 2012                                | Delen van het zuidelijke deel van Centraal-Madagaskar |
| Brookesia brygooi                                       | Raxworthy & Nussbaum, 1995                                                            | Brede en lange kuststrook in het westen van Madagaskar. |
| Brookesia confidens                                     | Glaw, Köhler, Townsend & Vences, 2012                                                 | Noordelijk Madagaskar. |
| Decary's kortstaartkameleon (Brookesia decaryi)         | Angel, 1939                                                                           | Noordoostelijk Madagaskar. Komt ook voor in drogere streken. |
| Brookesia dentata                                       | Mocquard, 1900                                                                        | Delen van noordwestelijk Madagaskar. |
| Brookesia desperata                                     | Glaw, Köhler, Townsend & Vences, 2012                                                 | Delen van noordelijk Madagaskar. |
| Brookesia ebenaui                                       | Boettger, 1880                                                                        | Noordelijk deel van de punt van Madagaskar. |
| Brookesia exarmata                                      | Schimmenti & Jesu, 1996                                                               | Delen van westelijk Madagaskar. |
| Brookesia griveaudi                                     | Brygoo, Blanc en Domergue, 1974                                                       | Delen van noordelijk Madagaskar. |
| Brookesia karchei                                       | Brygoo, Blanc en Domergue, 1970                                                       | Delen van noordelijk Madagaskar. |
| Brookesia lambertoni                                    | Brygoo en Domergue, 1970                                                              | Delen van het oostelijke deel van Centraal-Madagaskar. |
| Brookesia lineata                                       | Raxworthy enNussbaum, 1995                                                            | Noordelijk Madagaskar. |
| Brookesia micra                                         | Glaw, Köhler, Townsend & Vences, 2012                                                 | Eiland Nosy Hara, noordelijk Madagaskar. |
| Nosy Be-dwergkameleon (Brookesia minima)                | Boettger, 1893                                                                        | Noordelijk Madagaskar. |
| Brookesia nana                                          | Glaw et al., 2021                                                                     | Noordelijk Madagaskar. |
| Pantserkameleon (Brookesia perarmata)                   | Angel, 1933                                                                           | Het westelijke deel van Centraal-Madagaskar. |
| Brookesia peyrierasi                                    | Brygoo & Domergue, 1974                                                               | Noordoostelijk Madagaskar. |
| Brookesia ramanantsoai                                  | Brygoo & Domergue, 1975                                                               | Centraal-oostelijk Madagaskar. |
| Stekelkameleon (Brookesia stumpffi)                     | Boettger, 1894                                                                        | Kuststrook van noordelijk tot noordwestelijk Madagaskar en de eilanden Nosy Be, Nosy Komba en Nosy Sakatia. |
| Wenkbrauwkameleon (Brookesia superciliaris)             | Kuhl, 1820                                                                            | Lange strook in oostelijk Madagaskar. |
| Brookesia tedi                                          | Mark D. Scherz, Jörn Köhler, Andolalao Rakotoarison, Frank Glaw & Miguel Vences, 2019 | Noordoostelijk Madagaskar. |
| Brookesia therezieni                                    | Brygoo & Domergue, 1970                                                               | Oostelijk Madagaskar, van het noorden tot het centrale deel. |
| Brookesia thieli                                        | Brygoo & Domergue, 1969                                                               | Een groot deel van noordoostelijk Madagaskar. |
| Brookesia tristis                                       | Mocquard, 1894                                                                        | Noordelijk Madagaskar. |
| Madagaskar-dwergkameleon (Brookesia tuberculata)        | Glaw, Köhler, Townsend & Vences, 2012                                                 | Uiterlijk noordelijkste deel van Madagaskar. |
| Brookesia vadoni                                        | Brygoo & Domergue, 1968                                                               | Noordelijk Madagaskar. |
| Brookesia valerieae                                     | Raxworthy, 1991                                                                       | Een klein deel van noordelijk Madagaskar. |
| Calumma amber                                           | Raxworthy & Nussbaum, 2006                                                            | Noordelijk Madagaskar |
| Calumma ambreense                                       | Ramanantsoa, 1974                                                                     | Noordoostelijk Madagaskar |
| Calumma andringitraense                                 | Brygoo, Blanc & Domergue, 1972                                                        | Madagaskar |
| Boettgers kameleon (Calumma boettgeri)                  | Boulenger, 1888                                                                       | Noordelijk Madagaskar |
| Korthoornkameleon (Calumma brevicorne)                  | Günther, 1879                                                                         | Oostelijk en noordelijk Madagaskar |
| Calumma capuroni                                        | Brygoo, Blanc & Domergue, 1972                                                        | Madagaskar |
| Calumma crypticum                                       | Raxworthy & Nussbaum, 2006                                                            | Noordoostelijk Madagaskar |
| Calumma cucullatum                                      | Gray, 1831                                                                            | Noordoostelijk Madagaskar |
| Calumma emelinae                                        | Proetzel, Scherz, Ratsoavina, Vences & Glaw, 2020                                     | Oostelijk Madagaskar |
| Calumma fallax                                          | (Mocquard, 1900)                                                                      | Oostelijk Madagaskar |
| Vorkkameleon (Calumma furcifer)                         | Vaillant & Grandidier, 1880                                                           | Centraal-oostelijk Madagaskar |
| Calumma gallus                                          | Günther, 1877                                                                         | Oostelijk Madagaskar |
| Calumma gastrotaenia                                    | Boulenger, 1888                                                                       | Madagaskar |
| Calumma gehringi                                        | Prötzel, Vences, Scherz, Vieites & Glaw, 2017                                         | Madagaskar |
| Calumma glawi                                           | Böhme, 1997                                                                           | Oostelijk Madagaskar |
| Calumma globifer                                        | Günther, 1879                                                                         | Centraal-oostelijk Madagaskar |
| Calumma guibei                                          | Hillenius, 1959                                                                       | Madagaskar |
| Calumma guillaumeti                                     | Brygoo, Blanc & Domergue, 1974                                                        | Madagaskar |
| Calumma hafahafa                                        | Raxworthy & Nussbaum, 2006                                                            | Noordoostelijk Madagaskar |
| Calumma hilleniusi                                      | Brygoo, Blanc & Domergue, 1973                                                        | Noordoostelijk Madagaskar |
| Calumma jejy                                            | Raxworthy & Nussbaum, 2006                                                            | Oostelijk Madagaskar |
| Calumma juliae                                          | Prötzel, Vences, Hawlitschek, Scherz, Ratsoavina & Glaw, 2018                         | Noordelijk Madagaskar |
| Calumma lefona                                          | Prötzel, Vences, Hawlitschek, Scherz, Ratsoavina & Glaw, 2018                         | Madagaskar |
| Calumma linotum                                         | Müller, 1924                                                                          | Noordoostelijk Madagaskar |
| Calumma malthe                                          | Günther, 1879                                                                         | Madagaskar |
| Calumma marojezense                                     | Brygoo, Blanc & Domergue, 1970                                                        | Noordoostelijk Madagaskar |
| Calumma nasutum                                         | Duméril & Bibron, 1836                                                                | Oostelijk Madagaskar |
| Calumma ratnasariae                                     | Proetzel, Scherz, Ratsoavina, Vences & Glaw, 2020                                     | Madagaskar |
| Calumma oshaughnessy                                    | Günther, 1881                                                                         | Madagaskar |
| Parsons kameleon (Calumma parsonii)                     | Cuvier, 1825                                                                          | Madagaskar |
| Calumma peltierorum                                     | Raxworthy & Nussbaum, 2006                                                            | Oostelijk Madagaskar |
| Calumma peyrierasi                                      | Brygoo, Blanc & Domergue, 1974                                                        | Noordoostelijk Madagaskar |
| Calumma radamanus                                       | Mertens, 1933                                                                         | Oostelijk Madagaskar |
| Calumma roaloko                                         | Prötzel, Lambert, Andrianasolo, Hutter, Cobb, Scherz & Glaw, 2018                     | Centraal-oostelijk Madagaskar |
| Calumma tarzan                                          | Gehring, Pabijan, Ratsoavina, Köhler, Vences & Glaw, 2010                             | Centraal-oostelijk Madagaskar |
| Calumma tjiasmantoi                                     | Proetzel, Scherz, Ratsoavina, Vences & Glaw, 2020                                     | Oostelijk Madagaskar |
| Calumma tsaratananense                                  | Brygoo & Domergue, 1967                                                               | Madagaskar |
| Calumma tsycorne                                        | Raxworthy & Nussbaum, 2006                                                            | Zuidoostelijk Madagaskar |
| Calumma uetzi                                           | Prötzel, Vences, Hawlitschek, Scherz, Ratsoavina & Glaw, 2018                         | Noordelijk Madagaskar |
| Calumma vatosoa                                         | Andreone, Mattioli, Jesu & Randrianirina, 2001                                        | Noordoostelijk Madagaskar |
| Calumma vencesi                                         | Andreone, Mattioli, Jesu & Randrianirina, 2001                                        | Noordoostelijk Madagaskar |
| Calumma vohibola                                        | Gehring, Ratsoavina, Vences & Glaw, 2011                                              | Centraal-oostelijk Madagaskar |
| Chamaeleo africanus                                     | Laurenti, 1768                                                                        | Mauritanië, Kameroen, Centraal-Afrikaanse Republiek, Egypte, Mali, Niger, Nigeria, Benin, Soedan, Griekenland |
| Chamaeleo anchietae                                     | Bocage, 1872                                                                          | Angola, Congo-Kinshasa |
| Chamaeleo arabicus                                      | Matschie, 1893                                                                        | Oman, Jemen |
| Chamaeleo calcaricarens                                 | Böhme, 1985                                                                           | Ethiopië, Eritrea, Djibouti, Somalië |
| Jemenkameleon (Chamaeleo calyptratus)                   | Duméril & Bibron, 1851                                                                | Jemen, Saoedi-Arabië, geïntroduceerd in de Verenigde Staten |
| Gewone kameleon (Chamaeleo chamaeleon)                  | Linnaeus, 1758                                                                        | Griekenland, Malta, Portugal, Spanje, Turkije, Cyprus, Italië, Marokko, Algerije, Tunesië, Libië, Egypte, Jordanië, Israël, Saoedi-Arabië, Jemen, Libanon, Syrië, Irak, geïntroduceerd op Madeira                                                                            |
| Lappenkameleon (Chamaeleo dilepis)                      | Leach, 1819                                                                           | Congo-Kinshasa, Congo-Brazzaville, Angola, Kameroen, Equatoriaal-Guinea, Gabon, Kenia, Malawi, Namibië, Nigeria, Zuid-Afrika, Swaziland, Botswana, Somalië, Tanzania, Oeganda, Zambia, Burundi, Mozambique, Ethiopië, Zimbabwe, mogelijk in de Centraal-Afrikaanse Republiek |
| Chamaeleo gracilis                                      | Hallowell, 1844                                                                       | Centraal-Afrikaanse Republiek, Ivoorkust, Ethiopië, Congo-Kinshasa, Senegal, Gambia, Sierra Leone, Liberia, Ghana, Togo, Nigeria, Kameroen, Tanzania, Kenia, Oeganda, Somalië, Ethiopië, Soedan, Guinee, Gambia, Benin, Burkina Faso                                         |
| Chamaeleo laevigatus                                    | Gray, 1863                                                                            | Burundi, Rwanda, Kenia, Soedan, Oeganda, Tanzania, Congo-Kinshasa, Centraal-Afrikaanse Republiek, Zambia, Eritrea, Ethiopië, Kameroen |
| Chamaeleo monachus                                      | Gray, 1865                                                                            | Jemen |
| Woestijnkameleon (Chamaeleo namaquensis)                | Smith, 1831                                                                           | Angola, Namibië, Zuid-Afrika |
| Chamaeleo necasi                                        | Ullenbruch, Krause & Böhme, 2007                                                      | Togo, Benin |
| Chamaeleo senegalensis                                  | Daudin, 1802                                                                          | Senegal, Kameroen, Guinee-Bissau, Guinee, Sierra Leone, Liberia, Ivoorkust, Ghana, Togo, Benin, Nigeria, Mali, Gambia, Centraal-Afrikaanse Republiek, Mauritanië |
| Chamaeleo zeylanicus                                    | Laurenti, 1768                                                                        | Sri Lanka, India, Pakistan |
| Furcifer angeli                                         | Brygoo & Domergue, 1968                                                               | Noordwestelijk Madagaskar |
| Furcifer antimena                                       | Grandidier, 1872                                                                      | Zuidwestelijk Madagaskar |
| Furcifer balteatus                                      | Duméril & Bibron, 1851                                                                | Oostelijk Madagaskar |
| Furcifer belalandaensis                                 | Brygoo & Domergue, 1970                                                               | Madagaskar |
| Furcifer bifidus                                        | Brongniart, 1800                                                                      | Oostelijk Madagaskar |
| Furcifer campani                                        | Grandidier, 1872                                                                      | Centraal Madagaskar |
| Furcifer cephalolepis                                   | Günther, 1880                                                                         | Comoren (Grande Comore) |
| Labord's kameleon (Furcifer labordi)                    | Grandidier, 1872                                                                      | Zuidwestelijk Madagaskar |
| Tapijtkameleon (Furcifer lateralis)                     | Gray, 1831                                                                            | Centraal Madagaskar |
| Furcifer major                                          | Brygoo, 1971                                                                          | Zuidwestelijk Madagaskar |
| Furcifer minor                                          | Günther, 1879                                                                         | Centraal Madagaskar |
| Furcifer monoceras                                      | Boettger, 1913                                                                        | Madagaskar |
| Furcifer nicosiai                                       | Jesu, Mattioli & Schimmenti, 1999                                                     | Westelijk Madagaskar |
| Reuzenkameleon (Furcifer oustaleti)                     | Mocquard, 1894                                                                        | Madagaskar |
| Panterkameleon (Furcifer pardalis)                      | Cuvier, 1829                                                                          | Noordoostelijk Madagaskar |
| Furcifer petteri                                        | Brygoo & Domergue, 1966                                                               | Noordelijk Madagaskar |
| Furcifer polleni                                        | Peters, 1874                                                                          | Comoren (Mayotte) |
| Furcifer rhinoceratus                                   | Gray, 1845                                                                            | Noordwestelijk Madagaskar |
| Furcifer timoni                                         | Glaw, Köhler & Vences, 2009                                                           | Madagaskar |
| Furcifer tuzetae                                        | Brygoo, Bourgat & Domergue, 1972                                                      | Madagaskar |
| Wrattenkameleon (Furcifer verrucosus)                   | Cuvier, 1829                                                                          | Madagaskar |
| Furcifer viridis                                        | Florio, Ingram, Rakotondravony, Louis & Raxworthy, 2012                               | Noordwestelijk Madagaskar |
| Furcifer voeltzkowi                                     | Boettger, 1893                                                                        | Noordwestelijk Madagaskar |
| Furcifer willsii                                        | Günther, 1890                                                                         | Centraal Madagaskar |
| Kinyongia adolfifriderici                               | Sternfeld, 1912                                                                       | Congo-Kinshasa, Rwanda, Oeganda |
| Kinyongia asheorum                                      | Nečas, Sindaco, Kořený, Kopečná, Malonza & Modrý, 2009                                | Kenia |
| Kinyongia boehmei                                       | Lutzmann & Nečas, 2002                                                                | Kenia |
| Kinyongia carpenteri                                    | Parker, 1929                                                                          | Oeganda, Congo-Kinshasa |
| Kinyongia excubitor                                     | Barbour, 1911                                                                         | Kenia |
| Kinyongia fischeri                                      | Reichenow, 1887                                                                       | Tanzania |
| Kinyongia gyrolepis                                     | Greenbaum, Tolley, Joma & Kusamba, 2012                                               | Congo-Kinshasa |
| Kinyongia itombwensis                                   | Hughes, Kusamba, Behangana & Greenbaum, 2017                                          | Congo-Kinshasa |
| Kinyongia magomberae                                    | Menegon, Tolley, Jones, Rovero, Marshall & Tilbury, 2009                              | Tanzania |
| Matschie's kameleon (Kinyongia matschiei)               | Werner, 1895                                                                          | Tanzania |
| Kinyongia msuyae                                        | Menegon, Loader, Davenport, Howell, Tilbury, Machaga & Tolley, 2015                   | Tanzania |
| Kinyongia multituberculata                              | Nieden, 1913                                                                          | Tanzania |
| Kinyongia mulyai                                        | Tilbury & Tolley, 2015                                                                | Congo-Kinshasa |
| Kinyongia oxyrhina                                      | Klaver & Böhme, 1988                                                                  | Tanzania |
| Kinyongia rugegensis                                    | Hughes, Kusamba, Behangana & Greenbaum, 2017                                          | Burundi |
| Kinyongia tavetana                                      | Steindachner, 1891                                                                    | Kenia, Tanzania |
| Kinyongia tenuis                                        | Matschie, 1892                                                                        | Kenia, Tanzania |
| Kinyongia tolleyae                                      | Hughes, Kusamba, Behangana & Greenbaum, 2017                                          | Oeganda |
| Kinyongia uluguruensis                                  | Loveridge, 1957                                                                       | Tanzania |
| Kinyongia uthmoelleri                                   | Müller, 1938                                                                          | Tanzania |
| Kinyongia vanheygeni                                    | Nečas, 2009                                                                           | Tanzania |
| Kinyongia vosseleri                                     | Nieden, 1913                                                                          | Tanzania |
| Kinyongia xenorhina                                     | Boulenger, 1901                                                                       | Oeganda, Congo-Kinshasa |
| Nadzikambia baylissi                                    | Branch & Tolley, 2010                                                                 | Mozambique |
| Nadzikambia mlanjensis                                  | Broadley, 1965                                                                        | Malawi |
| Palleon lolontany                                       | Raxworthy & Nussbaum, 1995                                                            | Madagaskar |
| Palleon nasus                                           | Boulenger, 1887                                                                       | Zuidoostelijk Madagaskar |
| Rhampholeon acuminatus                                  | Mariaux & Tilbury, 2006                                                               | Tanzania |
| Rhampholeon beraduccii                                  | Mariaux & Tilbury, 2006                                                               | Tanzania |
| Rhampholeon boulengeri                                  | Steindachner, 1911                                                                    | Burundi, Kenia, Rwanda, Oeganda, Tanzania, Congo-Kinshasa |
| Rhampholeon bruessoworum                                | Branch, Bayliss & Tolley, 2014                                                        | Mozambique |
| Rhampholeon chapmanorum                                 | Tilbury, 1992                                                                         | Malawi |
| Rhampholeon gorongosae                                  | Broadley, 1971                                                                        | Mozambique |
| Rhampholeon hattinghi                                   | Tilbury & Tolley, 2015                                                                | Congo-Kinshasa |
| Marshalls dwergkameleon (Rhampholeon marshalli)         | Boulenger, 1906                                                                       | Zimbabwe |
| Rhampholeon maspictus                                   | Branch, Bayliss & Tolley, 2014                                                        | Mozambique |
| Rhampholeon moyeri                                      | Menegon, Salvidio & Tilbury, 2002                                                     | Tanzania |
| Rhampholeon nchisiensis                                 | Loveridge, 1953                                                                       | Malawi, Tanzania |
| Rhampholeon nebulauctor                                 | Branch, Bayliss & Tolley, 2014                                                        | Mozambique |
| Rhampholeon platyceps                                   | Günther, 1893                                                                         | Malawi, Mozambique |
| Bladkameleon (Rhampholeon spectrum)                     | Buchholz, 1874                                                                        | Centraal-Afrikaanse Republiek, Congo-Brazzaville, Equatoriaal-Guinea (Bioko), Kameroen, Gabon |
| Rhampholeon spinosus                                    | Matschie, 1892                                                                        | Tanzania |
| Rhampholeon temporalis                                  | Matschie, 1892                                                                        | Tanzania |
| Rhampholeon tilburyi                                    | Branch, Bayliss & Tolley, 2014                                                        | Mozambique |
| Rhampholeon uluguruensis                                | Tilbury & Emmrich, 1996                                                               | Tanzania |
| Rhampholeon viridis                                     | Mariaux & Tilbury, 2006                                                               | Tanzania |
| Rieppeleon brachyurus                                   | Günther, 1893                                                                         | Malawi, Mozambique, Tanzania |
| Rieppeleon brevicaudatus                                | Matschie, 1892                                                                        | Kenia, Tanzania |
| Rieppeleon kerstenii                                    | Peters, 1868                                                                          | Kenia, Tanzania, Somalië, Ethiopië |
| Trioceros affinis                                       | Rüppell, 1845                                                                         | Ethiopië |
| Trioceros balebicornutus                                | Tilbury, 1998                                                                         | Ethiopië |
| Trioceros bitaeniatus                                   | Fischer, 1884                                                                         | Ethiopië, Kenia, Soedan, Oeganda, Tanzania, Congo-Kinshasa, Somalië |
| Trioceros camerunensis                                  | Müller, 1909                                                                          | Kameroen |
| Trioceros chapini                                       | de Witte, 1964                                                                        | Congo-Kinshasa, Gabon |
| Trioceros conirostratus                                 | Tilbury, 1998                                                                         | Soedan, Oeganda |
| Trioceros cristatus                                     | Stutchbury, 1837                                                                      | Equatoriaal-Guinea, Kameroen, Centraal-Afrikaanse Republiek, Congo-Brazzaville, Gabon, Nigeria, Ghana, Togo |
| Trioceros deremensis                                    | Matschie, 1892                                                                        | Tanzania |
| Trioceros ellioti                                       | Günther, 1895                                                                         | Burundi, Kenia, Soedan, Rwanda, Tanzania, Oeganda, Congo-Kinshasa |
| Trioceros feae                                          | Boulenger, 1906                                                                       | Equatoriaal-Guinea |
| Trioceros fuelleborni                                   | Tornier, 1900                                                                         | Tanzania |
| Trioceros goetzei                                       | Tornier, 1899                                                                         | Tanzania, Malawi |
| Trioceros hanangensis                                   | Krause & Böhme, 2010                                                                  | Tanzania |
| Trioceros harennae                                      | Largen, 1995                                                                          | Ethiopië |
| Trioceros hoehnelii                                     | Steindachner, 1891                                                                    | Kenia, Oeganda |
| Trioceros incornutus                                    | Loveridge, 1932                                                                       | Tanzania |
| Ituri-kameleon (Trioceros ituriensis)                   | Schmidt, 1919                                                                         | Congo-Kinshasa |
| Oost-Afrikaanse driehoornkameleon (Trioceros jacksonii) | Boulenger, 1896                                                                       | Kenia, Tanzania, geïntroduceerd in de Verenigde Staten |
| Trioceros johnstoni                                     | Boulenger, 1901                                                                       | Burundi, Rwanda, Oeganda, Congo-Kinshasa |
| Trioceros kinangopensis                                 | Stipala, Lutzmánn, Malonza, Wilkinson, Godley, Nyamache & Evans, 2012                 | Kenia |
| Trioceros kinetensis                                    | Schmidt, 1943                                                                         | Soedan |
| Trioceros laterispinis                                  | Loveridge, 1932                                                                       | Tanzania |
| Trioceros marsabitensis                                 | Tilbury, 1991                                                                         | Kenia |
| Mellers kameleon (Trioceros melleri)                    | Gray, 1865                                                                            | Malawi, Mozambique, Tanzania |
| Bergkameleon (Trioceros montium)                        | Buchholz, 1874                                                                        | Kameroen |
| Trioceros narraioca                                     | Nečas, Modrý & Šlapeta, 2003                                                          | Kenia |
| Trioceros ntunte                                        | Nečas, Modrý & Šlapeta, 2005                                                          | Kenia |
| Trioceros nyirit                                        | Stipala, Lutzmánn, Malonza, Borghesio, Wilkinson, Godley & Evans, 2011                | Kenia |
| Trioceros oweni                                         | Gray, 1831                                                                            | Equatoriaal-Guinea, Angola, Kameroen, Congo-Kinshasa, Gabon, Nigeria, Centraal-Afrikaanse Republiek |
| Trioceros perreti                                       | Klaver & Böhme, 1992                                                                  | Kameroen |
| Trioceros pfefferi                                      | Tornier, 1900                                                                         | Kameroen |
| Trioceros quadricornis                                  | Tornier, 1899                                                                         | Kameroen, Nigeria |
| Trioceros rudis                                         | Boulenger, 1906                                                                       | Burundi, Rwanda, Oeganda, Kenia, Congo-Kinshasa, Soedan |
| Trioceros schoutedeni                                   | Laurent, 1952                                                                         | Rwanda, Congo-Kinshasa |
| Trioceros schubotzi                                     | Sternfeld, 1912                                                                       | Kenia |
| Trioceros serratus                                      | Mertens, 1922                                                                         | Kameroen |
| Trioceros sternfeldi                                    | Rand, 1963                                                                            | Tanzania |
| Trioceros tempeli                                       | Tornier, 1899                                                                         | Tanzania |
| Trioceros werneri                                       | Tornier, 1899                                                                         | Tanzania |
| Trioceros wiedersheimi                                  | Nieden, 1910                                                                          | Kameroen, Nigeria |